# Tjederia namaquensis
Tjederia namaquensis is een insect uit de familie van de Nemopteridae, die tot de orde netvleugeligen (Neuroptera) behoort. 
Tjederia namaquensis is voor het eerst wetenschappelijk beschreven door Mansell in 1977.